# Boris Konstantinowitsch Schischkin
Boris Konstantinowitsch Schischkin (russisch Борис Константинович Шишкин; * 7. Apriljul. / 19. April 1886greg. in Kukarka; † 21. März 1963 in Leningrad) war ein russisch-sowjetischer Botaniker und seit 1943  korrespondierendes Mitglied der Akademie der Wissenschaften der UdSSR. Sein offizielles botanisches Autorenkürzel lautet „Schischk.“

## Leben und Wirken
1911 schloss Schischkin sein Studium an der Medizinischen Fakultät der Universität Tomsk ab, von 1913 bis 1915 unterrichtete er dort. Zwischen 1915 und 1918 war er als Militärarzt tätig.
Von 1918 bis 1925 leitete er die botanische Abteilung des Kaukasischen Museums in Tiflis, von 1925 bis 1930 war er Professor an der Universität Tomsk und hatte dort einen Lehrstuhl für Morphologie und Pflanzensystematik inne. Ab 1930 war er Mitarbeiter des Botanischen Institutes der Akademie der Wissenschaften der UdSSR (von 1938 bis 1949 dessen Direktor) sowie von 1945 bis 1958 gleichzeitig Professor an der Universität Leningrad und von 1946 bis 1963 Vizepräsident der Botanischen Gesellschaft der UdSSR. Schischkins Herbarium umfasste mehr als dreißigtausend Blätter, der Großteil davon wird in Tomsk aufbewahrt.
Seine Hauptwerke beschäftigen sich mit der Systematik der Blütenpflanzen (vor allem aus der Familie der Nelkengewächse, Doldenblütler und Korbblütler) und der Pflanzengeographie (Sibirien, Transkaukasien). Er war Organisator und Herausgeber zahlreicher kollektiver Arbeiten, unter anderem Die Flora der UdSSR (Флора СССР), Die Flora der Weißrussischen SSR (Флора БССР), Die Flora der Oblast Leningrad (Флора Ленинградской области) und Die Flora Turkmeniens (Флора Туркмении).

## Ehrungen
Schischkin wurde mit dem Staatspreis der UdSSR (1952), dem Leninorden und weiteren Orden ausgezeichnet.
Er war Ehrenmitglied der Société botanique de France und der Botanical Society of Washington.
Die Pflanzengattungen Schischkinia Iljin und Borkonstia Ignatov aus der Familie der Korbblütler (Asteraceae), Neoschischkinia Tzvelev aus der Familie der Süßgräser (Poaceae) und Schischkinella Steenis (Synonym von Gastrocalyx) aus der Familie der Nelkengewächse (Caryophyllaceae) wurden zu seinen Ehren benannt.  Außerdem tragen eine Reihe von Arten seinen Namen als Artepitheton.